# Virusoid
Virusoid je infekční agens tvořené jednořetězcovou ribonukleovou kyselinou (RNA, RNK) napadající rostliny. Na rozdíl od viroidů se však virusoidy nemohou replikovat nezávisle, nýbrž vyžadují pomocný virus, na kterém vlastně parazitují. Virusoidy se proto též nazývají satelitní RNA či satelity rostlinných RNA virů. Podobně jako viroidy nekódují žádný protein, ale na rozdíl od nich se nereplikují v jádře buňky pomocí jaderných RNA polymeráz, nýbrž v cytoplazmě.
Vzhledem k interferenci s hostitelským virem často virusoidy příznaky virové infekce zmírňují, v jiných případech však převažuje jejich vlastní negativní vliv na rostlinu a příznaky infekce zhoršují.
Příkladem virusoidu může být satelitní RNA nekrózy tabáku (1239 nt-nukleotidů), ta je schopna se replikovat jen za přítomnosti pomocného viru nekrózy tabáku.

## Systém
Mezinárodní komise pro klasifikaci virů (International Committee on Taxonomy of Viruses - ICTV) klasifikuje satelitní nukleové kyseliny následovně:
- Čeleď: Alphasatellitidae (2 podčeledi)
  - Podčeleď: Geminialphasatellitinae (4 rody)
    - Rod: Ageyesisatellite
    - Rod: Clecrusatellite
    - Rod: Colecusatellite
    - Rod: Gosmusatellite

  - Podčeleď: Nanoalphasatellitinae (7 rodů)
    - Rod: Babusatellite
    - Rod: Clostunsatellite
    - Rod: Fabenesatellite
    - Rod: Milvetsatellite
    - Rod: Mivedwarsatellite
    - Rod: Sophoyesatellite
    - Rod: Subclovsatellite
- Čeleď: Tolecusatellitidae (2 rody)
  - Rod: Betasatellite
  - Rod: Deltasatellite